# Tuba Büyüküstün

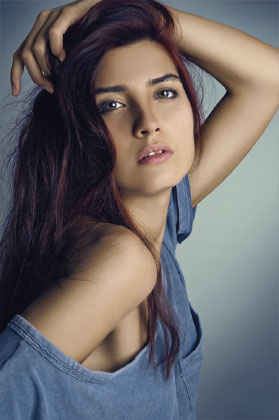
Tuba Büyüküstün

Hatice Tuba Büyüküstün (anhörenⓘ; * 5. Juli 1982 in Istanbul) ist eine türkische Schauspielerin.

## Leben
Büyüküstuns Eltern stammen aus Erzurum. Sie studierte an der Mimar-Sinan-Universität Kostümdesign und Bühnendekoration.
Während des Studiums trat sie in verschiedenen Werbespots auf. Sie wurde von der Regisseurin und Produzentin Tomris Giritlioğlu betreut. Nach dem Studium trat sie in den letzten vier Folgen von Sultan Makamı auf und begann so ihre Schauspielkarriere. Im Jahr 2004 spielte sie in der Serie Cemberimde Gül Oya von Çağan Irmak die Rolle der Zarif. Im selben Jahr spielte sie im Film Gülizar von Cemal San die Hauptfigur Gülizar.
In den Jahren von 2005 bis 2007 spielte sie in der Serie Ihlamurlar Altında neben Bülent İnal und Sinan Tuzcu die Rolle der Filiz Tekiner. Ein Jahr danach trat sie als Zeynep Erez im Kinofilm Sınav auf, welcher von Ömer Faruk Sorak produziert wurde. Hierbei hatte sie die Gelegenheit, mit Jean-Claude Van Damme aufzutreten. In den Jahren von 2007 bis 2009 spielte sie neben Çetin Tekindor und Murat Yıldırım die Rolle der Asiye Kozcuoğlu in der Serie Asi. Produziert wurde die Serie von Cevdet Mercan.
Im Jahr 2010 spielte sie im Kinofilm Yüreğine Sor mit Kenan Ece, der von Yusuf Kurcenli produziert wurde. Von 2010 bis 2011 spielte sie in der Serie Gönülçelen eine der Hauptrollen. Nach 1,5 Jahren Pause spielte sie die Rolle der Melek Halaskar in der Serie 20 Dakika (20 Minuten) von Ali Bilgin.
2014 nahm sie eine Hauptrolle, Elif Denizer, in der Serie „Kara Para Aşk“ ein. Die Serie läuft seit dem 12. März auf Aktüel Televizyonu. Seit dem Jahr 2016 spielt sie bei „Cesur ve Güzel“  mit.
Büyüküstün heiratete im Jahr 2011 den türkischen Schauspieler Onur Saylak und hatte nach der Geburt ihrer Zwillinge Toprak und Maya eine Baby-Pause eingelegt.

## Diskografie

### Songs
- 2019: Sayenizde

## Filmografie
Serien
- 2003: Sultan Makamı (Herrscherstuhl) als Nesrin in Kanal D
- 2004: Cemberimde Gül Oya als Zarife in Kanal D
- 2005–2007: Ihlamurlar Altında (Unter Linden) als Filiz Tekiner in Kanal D
- 2007–2009: Asi (Meuterer) als Asiye Kozcuoğlu (Asi) in Kanal D
- 2010–2011: Gönülçelen als Hasret Nemutlu in Atv
- 2013: 20 Dakika (20 Minuten) als Melek Halaskar in Star TV
- 2014: Kara Para Aşk als Elif Denizer in Atv
- 2016: Cesur ve Güzel als Sühan Korludağ in Star TV
- 2020: Der Aufstieg von Weltreichen: Das osmanische Reich als Mara Branković
- 2022: Zeytin Ağacı – Ein anderes Selbst als Ada (Netflixserie)

Filme
- 2005: Babam ve Oğlum (Mein Vater und mein Sohn) als Aysun
- 2005: Aşk Yolu (Liebesweg) als Deniz
- 2006: Sınav (Die Prüfung) als Zeynep Erez
- 2010: Yüreğine Sor (Frag dein Herz) als Esma

## Auszeichnungen
- 2005: Sırbistan Karadağ Cumhuriyeti Uluslararası TV Festival Bar – Beste Schauspielerin (Gülizar)
- 2007: İstanbul Üniversitesi Bilişim Ödülleri – Beste Serienschauspielerin (Ihlamurlar Altında)
- 2008: İstanbul Üniversitesi Bilgisayar Kulübü Ödülleri – Beste Serienschauspielerin (Asi)
- 2010: Marmara Üniversitesi Matematik Kulübü Başarı Ödülleri – Erfolgreichste Kinofilm Schauspielerin (Yüreğine Sor)
- 2010: Radyo Televizyon Gazetecileri Derneği Medya Oscarları – Schauspielerin des Jahres (Gönülçelen)
- 2010: Siyaset Dergisi Yılın En İyileri Ödülleri – Schauspielerin des Jahres im Fernsehen (Gönülçelen)[4]
- 2010: atvdiziler.com Prestij Ödülleri – Beste Schauspielerin (Gönülcelen)
- 2010: AyakliGazete.com Yılın Televizyon Yıldızları – Beste Schauspielerin (Gönülçelen)
- 2010: DiziFilm.com Oscarları – Beste Drama Schauspielerin – (Gönülçelen)
- 2010: TelevizyonDizisi.com En İyiler Ödülleri – Beste Schauspielerin (Gönülçelen)
- 2011: TelevizyonDizisi.com En İyiler Ödülleri – Beste Schauspielerin (Gönülçelen)
- 2011: Elle Style Awards Türkiye – ELLE Style Schauspielerin
- 2013: TUROB Başarılı Türk Dizileri – Dankebelohnung (Ihlamurlar Altında)
- 2013: TelevizyonDizisi.com En İyiler Ödülleri – Beste Schauspielerin (20 Dakika)
- 2013: KARVAK Yılın En İyileri Ödülleri – Beste Schauspielerin des Jahres (20 Dakika)